# Championnat d'Asie de football des moins de 16 ans 1990
Navigation
Thaïlande 1988 Arabie saoudite 1992
Le Championnat d'Asie de football des moins de 16 ans 1990 est la quatrième édition du Championnat d'Asie de football des moins de 16 ans qui a eu lieu à Dubai et Charjah, aux Émirats arabes unis du 19 au 29 octobre 1990. L'équipe d'Arabie saoudite, championne d'Asie lors de l'édition précédente et tenante de la Coupe du monde, est absente est ne peut défendre son titre. Ce tournoi sert de qualification pour la prochaine Coupe du monde des moins de 17 ans, qui aura lieu en Italie en août 1991 : les 3 meilleures équipes (les 2 finalistes et le vainqueur du match pour la 3e place) seront qualifiés pour le tournoi mondial.

## Qualification
Seuls les résultats d'un groupe qualificatif est connu, il s'agit du groupe 6, dont les matchs ont été disputés du 22 au 26 avril 1990 à Kunming, en Chine :
| Rang | Équipe        | Pts | J | G | N | P | Bp | Bc | Diff |  | Résultats (▼ dom., ► ext.) |  |     |     |      |
| ---- | ------------- | --- | - | - | - | - | -- | -- | ---- |  | -------------------------- |  | --- | --- | ---- |
| 1    | Chine         | 5   | 3 | 2 | 1 | 0 | 25 | 1  | +24  |  | Chine                      |  | 0-0 | 4-0 | 21-1 |
| 2    | Corée du Nord | 5   | 3 | 2 | 1 | 0 | 20 | 0  | +20  |  | Corée du Nord              |  |     | 5-0 | 15-0 |
| 3    | Hong Kong     | 2   | 3 | 1 | 0 | 2 | 12 | 9  | +3   |  | Hong Kong                  |  |     |     | 12-0 |
| 4    | Macao         | 0   | 3 | 0 | 0 | 3 | 1  | 48 | -47  |  | Macao                      |  |     |     |      |

- La Chine est qualifiée pour la phase finale du championnat d'Asie.

## Équipes participantes
- Émirats arabes unis - Organisateur
- Corée du Sud
- Chine
- Qatar
- Inde
- Indonésie
- Jordanie

## Résultats
Les 7 équipes participantes sont réparties en 2 poules. Au sein de la poule, chaque équipe rencontre ses adversaires une fois. À l'issue des rencontres, les 2 premiers de chaque poule se qualifient pour la phase finale de la compétition, disputée en demi-finales et finale. 

### Groupe A
|   | Équipe              | Pts | J | G | N | P | BP | BC | Diff |
| - | ------------------- | --- | - | - | - | - | -- | -- | ---- |
| 1 | Émirats arabes unis | 5   | 3 | 2 | 1 | 0 | 8  | 1  | +7   |
| 2 | Chine               | 5   | 3 | 2 | 1 | 0 | 6  | 1  | +5   |
| 3 | Inde                | 2   | 3 | 1 | 0 | 2 | 2  | 6  | -4   |
| 4 | Jordanie            | 0   | 3 | 0 | 0 | 3 | 1  | 9  | -8   |

| 19 octobre 1990 | Émirats arabes unis | 3 | 0 | Inde     |
|                 | Chine               | 3 | 0 | Jordanie |
| 21 octobre 1990 | Chine               | 3 | 1 | Inde     |
|                 | Émirats arabes unis | 5 | 1 | Jordanie |
| 23 octobre 1990 | Inde                | 1 | 0 | Jordanie |
|                 | Émirats arabes unis | 0 | 0 | Chine    |

### Groupe B
|   | Équipe       | Pts | J | G | N | P | BP | BC | Diff |
| - | ------------ | --- | - | - | - | - | -- | -- | ---- |
| 1 | Qatar        | 3   | 2 | 1 | 1 | 0 | 3  | 0  | +3   |
| 2 | Indonésie    | 2   | 2 | 0 | 2 | 0 | 1  | 1  | 0    |
| 3 | Corée du Sud | 1   | 2 | 0 | 1 | 1 | 1  | 4  | -3   |

| 20 octobre 1990 | Indonésie | 1 | 1 | Corée du Sud |
| 22 octobre 1990 | Qatar     | 3 | 0 | Corée du Sud |
| 24 octobre 1990 | Qatar     | 0 | 0 | Indonésie    |

### Demi-finales
| 26 octobre 1990 | Émirats arabes unis | 2 - 0 | Indonésie |  |  |
|                 |                     |       |           |  |  |

| 26 octobre 1990 | Qatar | 1 - 0 | Chine |  |  |
|                 |       |       |       |  |  |

### Match pour la3eplace
| 28 octobre 1990 | Chine | 5 - 0 | Indonésie | Charjah |  |
|                 |       |       |           |         |  |

### Finale
| 29 octobre 1990 | Qatar                   | 2 - 0 | Émirats arabes unis | Dubai |
|                 | A.Al-Makli · K.Al-Makli |       |                     |       |

### Équipes qualifiées pour la Coupe du monde
Les trois sélections qualifiées pour la prochaine Coupe du monde sont :
- Qatar
- Émirats arabes unis
- Chine

## Sources et liens externes
- (en) Feuilles de matchs et infos sur RSSSF